# Trans (Neil Young)
Pour les articles homonymes, voir Trans.
Albums de Neil Young
Re-ac-tor
(1981) Everybody's Rockin'
(1983)
Trans est le douzième album studio de Neil Young, sorti en 1982. Il se caractérise par sa mise en avant du synthétiseur et du vocoder.

## Historique
Neil Young a utilisé un vocoder pour synthétiser sa voix sur cinq titres de l'album : Computer Age, We R in Control, Transformer Man, Computer Cowboy et Sample and Hold. Il a révélé par la suite que certaines de ces chansons avaient pour thème la tentative de communication avec son fils atteint d'infirmité motrice cérébrale.
L'album comprend une reprise de Mr. Soul que Young avait enregistré avec Buffalo Springfield, et Bruce Palmer est l'ancien bassiste de ce groupe. Like an Inca est une longue chanson de plus de neuf minutes dans la lignée de Like a Hurricane et Cortez the Killer.
Au moment de la sortie de l'album, Neil Young a interprété plusieurs chansons de Trans lors d'une tournée en Europe en 1982: Like an Inca, Sample and Hold et Mr. Soul.
Le titre Computer Age a été repris par Sonic Youth et figure sur la réédition 2007 Deluxe de l'album Daydream Nation (Daydream Nation Deluxe Edition).

## Titres
Toutes les chansons sont composées par Neil Young.
1. Little Thing Called Love – 3:13
2. Computer Age – 5:24
3. We R in Control – 3:31
4. Transformer Man – 3:23
5. Computer Cowboy (AKA Syscrusher) – 4:13
6. Hold on to Your Love – 3:28
7. Sample and Hold – 5:09 (CD - 8:03)
8. Mr. Soul – 3:19
9. Like an Inca – 8:08 (CD - 9:46)

## Musiciens
- Neil Young - guitare, basse, synclavier, vocoder, piano électrique, chant
- Nils Lofgren - guitare, piano, orgue, piano électrique, synclavier, vocoder, chœurs
- Ben Keith - guitare pedal steel, guitare slide, chœurs
- Frank Sampedro - guitare, synthétiseur
- Billy Talbot - basse
- Bruce Palmer - basse
- Ralph Molina - batterie, chœurs
- Joe Lala - percussion, chœurs